# Ковачевићи (Доњи Вакуф)
Ковачевићи је насеље у Босни и Херцеговини у општини Доњи Вакуф које административно припада Федерацији Босне и Херцеговине. Према попису становништва из 1991. у насељу је живјело 61 становника.

## Становништво
По последњем службеном попису становништва из 1991. године, у насељу Ковачевићи живео је 61 становник. Сви становници су били Срби